# Bătrâna Izerghil
„Bătrâna Izerghil” (în rusă Старуха Изергиль, transliterat: Staruha Izerghil) este o povestire din 1895 a scriitorului rus Maxim Gorki.